# Schloss Feyregg

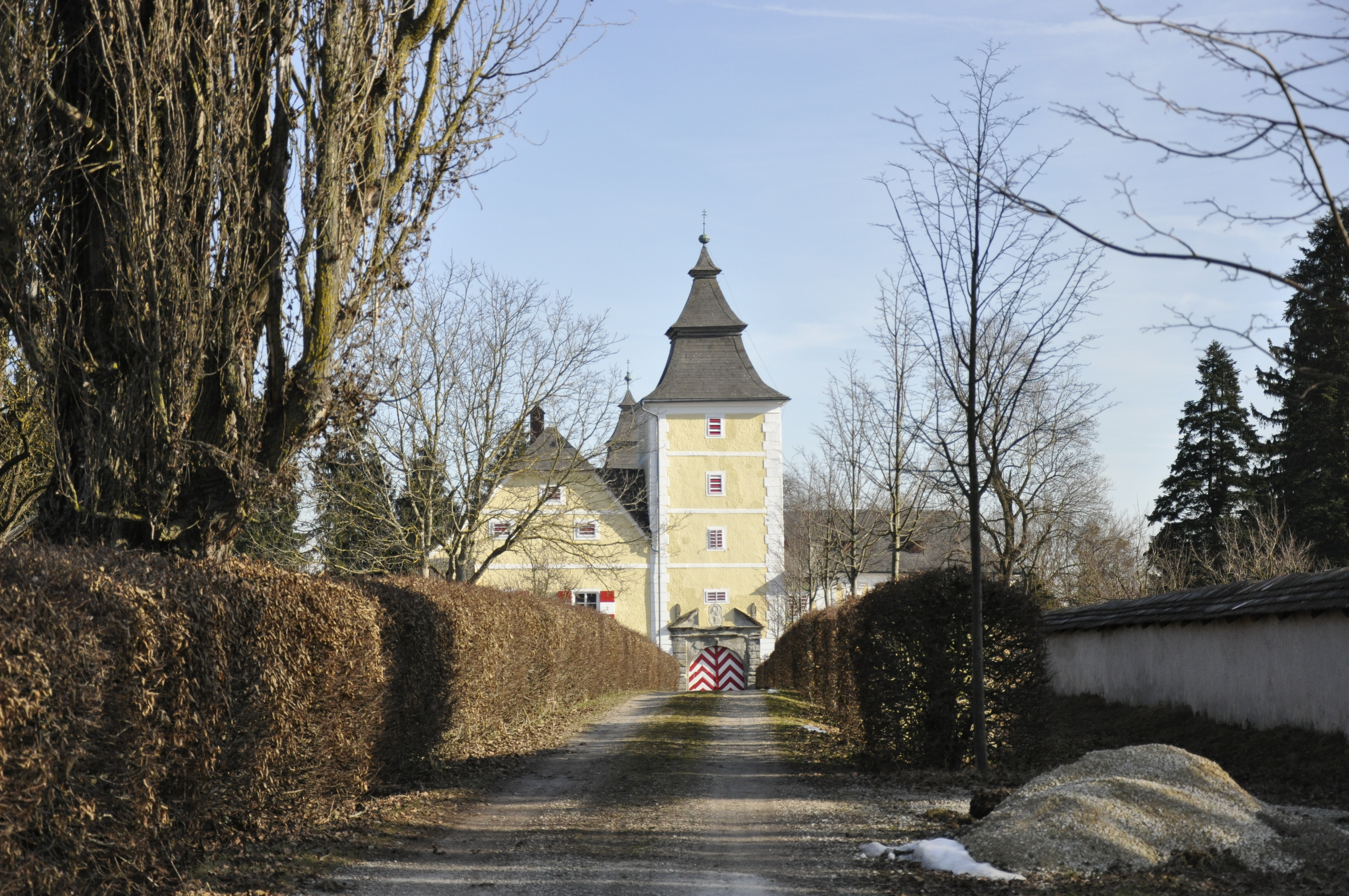
Schloss Feyregg (2011)

Das Schloss Feyregg liegt in der Gemeinde Pfarrkirchen bei Bad Hall im Bezirk Steyr-Land in Oberösterreich (Feyregger Straße 2).

## Geschichte
Als erster Besitzer wird 1170 Otto Sunn genannt, der noch auf einem Hofe, genannt „Feuerhube“, ansässig war. Diese gehörte zu der landesfürstlichen Hofmark Hall. Auf diesen folgte sein Sohn Heinrich Sunn, der sich 1234 latinisiert Ignis (= Feuer) nannte. Der Letzte dieser Familie namens Walter der Feuer (Walter dicti fevr) verkaufte 1378 den Ansitz dem Helmhart Anhanger, diesem folgte Peter Anhanger 1400–1408 von Schloss Köppach. Auf dem Heiratsweg gelangte Feyregg über die Tochter Barbara des Anhangers an Eberhard Sinzendorfer († 1416). Dieser wurde 1404 von Herzog Leopold IV. von Österreich mit dem Sitz belehnt. Aber erst 1408 gab Peter Anhanger von Schloss Mühlgrub Feyregg heraus. Nach ihrem Tod übernahm ihr Sohn Siegfried aus erster Ehe Feyregg. Ab 1430 ist nur mehr vom Sitz Feuereck (= Feyregg) die Rede, welches den Namen der Sage nach vom Brand eines Feldes bekommen hat. 1469 wird hier ein Christoph Sinzendorfer genannt. Dessen Witwe Amalie übergab 1485 den Besitz ihrem Sohn Christoph.
Die Tochter Dorothea des Leonhard Sinzendorfer vermählte sich 1560 mit Wilhelm Wiellinger von Au, der eine Hälfte des Besitzes bekam; die andere ging an seinen Bruder Balthasar, der ebenfalls mit einer Sinzendorferin verheiratet war. Nachfolger wurde 1566 der vermögende Steyrer Bürger Achaz Fenzl. Die Tochter des Hans Fenzl, ebenfalls mit dem Namen Dorothea, heiratete Georg Schütter von Klingenberg. Schütter verwirtschaftete seinen Besitz und so kaufte 1631 das Stift Spital am Pyhrn den Besitz von Feyregg und baute es zu einem Sommersitz für seine Pröbste aus. 1717 bis 1733 wurde Feyregg durch den Baumeister Johann Michael Prunner zu einem Barockschloss umgebaut. Ein bekannter Stuckateur, der an dem Schloss gearbeitet hat, war Johann Peter Spatz (1652). Nach Auflösung des Stifts kam Feyregg an die Benediktiner von St. Blasien. Diese wurden dann aber nach Kärnten versetzt.
Nach der Aufhebung des Stifts 1807 wurde Feyregg dem Religionsfonds einverleibt und 1812 an den Linzer Großhandelskaufmann Franz Planck verkauft, dessen Nachkommen besaßen Feyregg bis 1905. Dann gelangte Feyregg an Karoline von Teuber und ihre Schwester Helene Baronin von Ludwigstorff, auf diese folgten Josef und Karoline von Teuber (1912) und seit 1937 die Familie Harmer. Seit 1970 wurde der Südflügel zu einer Schlosspension ausgestaltet.

Schloss Feyregg
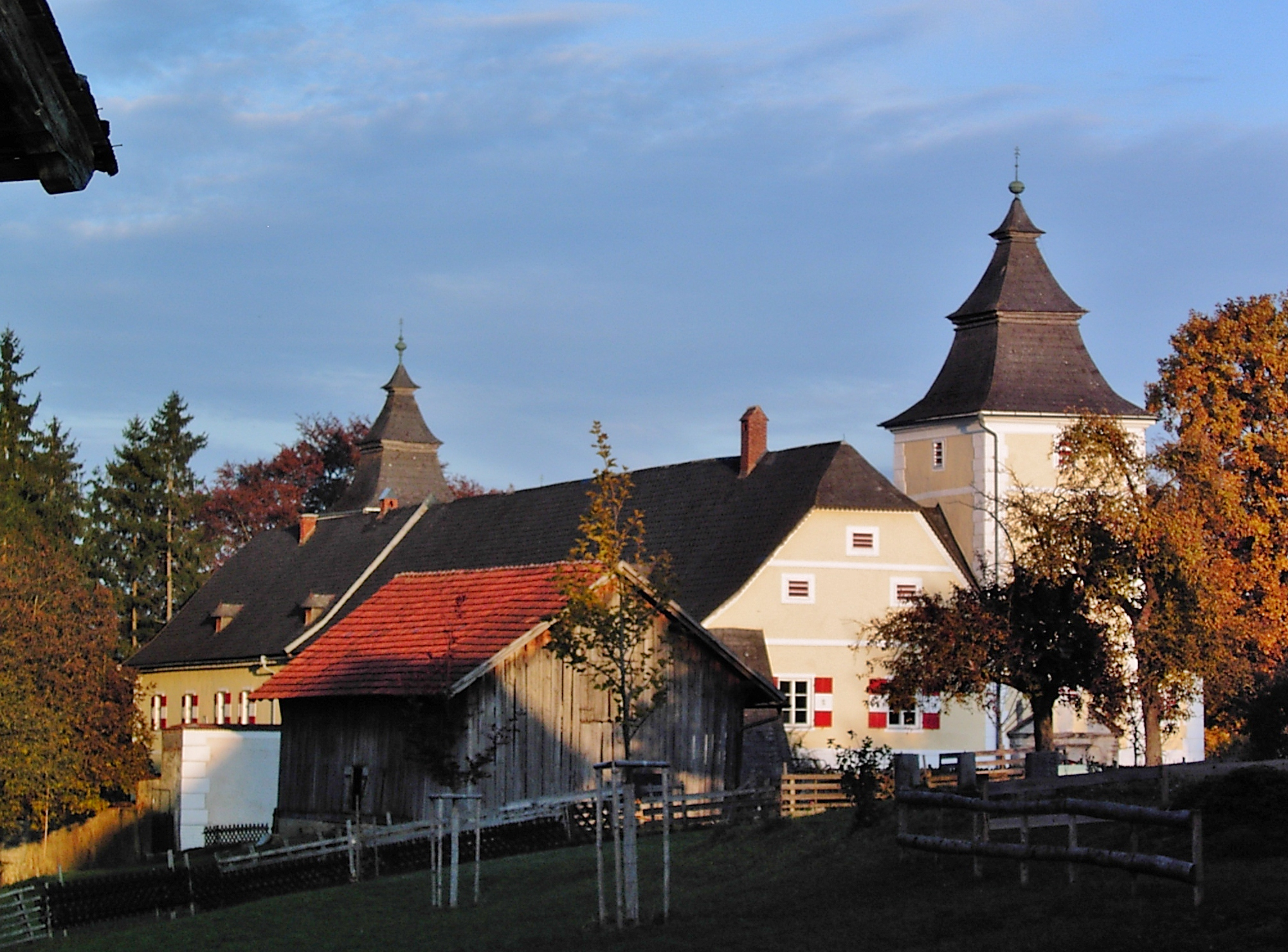
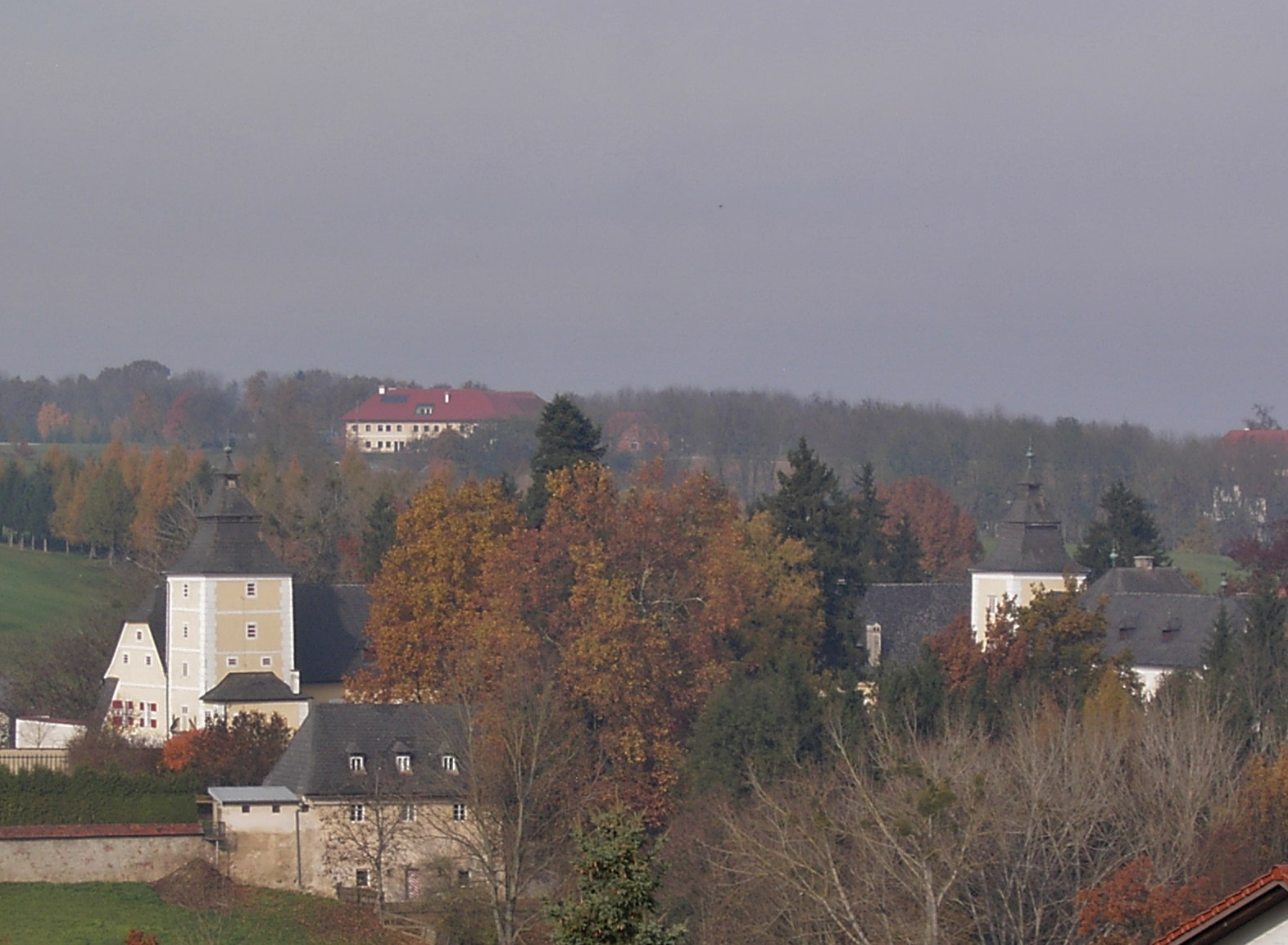
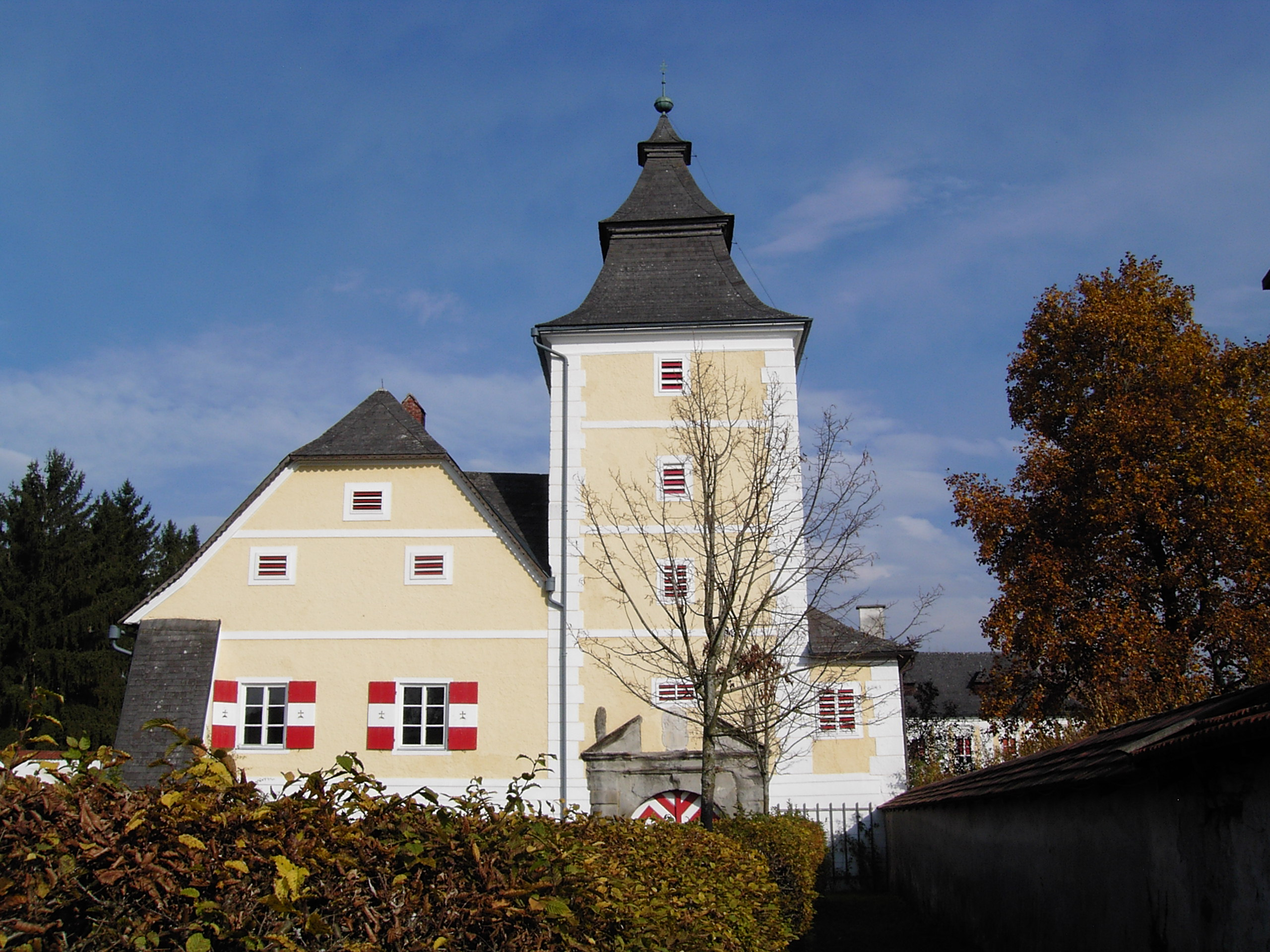
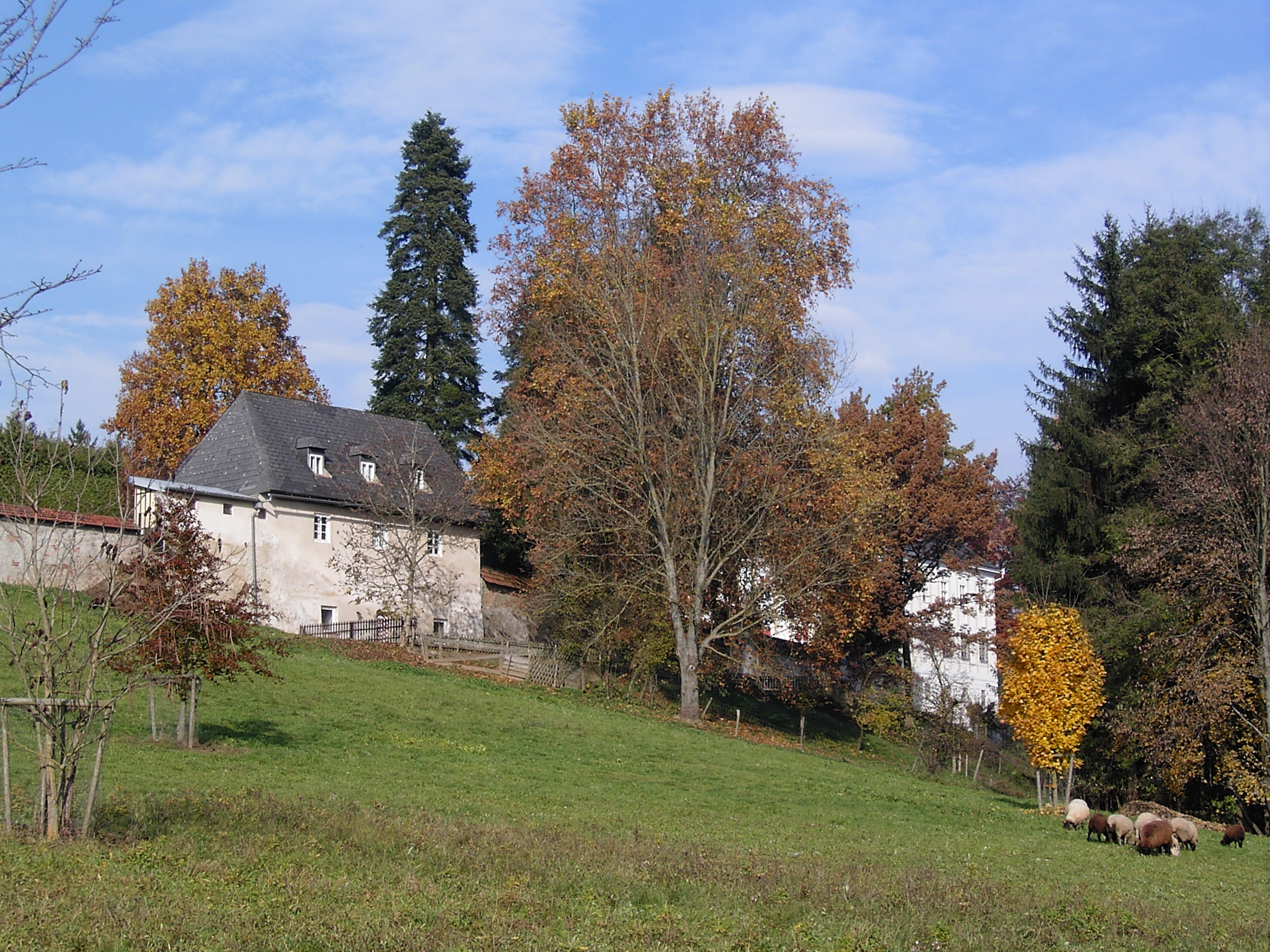

## Schloss Feyregg einst und jetzt
Das Schloss liegt auf einer Anhöhe am sogenannten Haselgraben. Es ist ein zwei- und dreigeschoßiger Zweiflügelbau mit drei Türmen. Der im nordöstlichen Wohntrakt liegende Außenturm überragt nicht das Walmdach, mit dem dieser Teil des Schlosses eingedeckt ist. Die beiden anderen Türme sind wesentlich höher. Der quadratische Turm an dem südwestlichen Trakt des Schlosses ist viergeschoßig mit einem zweifach gebrochenen Pyramidendach und einem Knauf an der Spitze. Der gleich gebaute, nordöstlich gelegene viergeschoßige Turm bildet als Treppenturm die Verbindung zwischen dem Längs- und Quertrakt des hakenförmigen Baus. Das Dach des Wirtschaftstraktes besitzt heute ein Schopfwalmdach. Der Innenhof des Schlosses mit einem von Kieswegen durchzogener Rasen wird von einer hohen Mauer geschlossen. Zwei Tore führen zum ehemals französischen Park und der heutigen Gärtnerei. An beiden Seiten des Schlosseinganges sind Wappen angebracht.

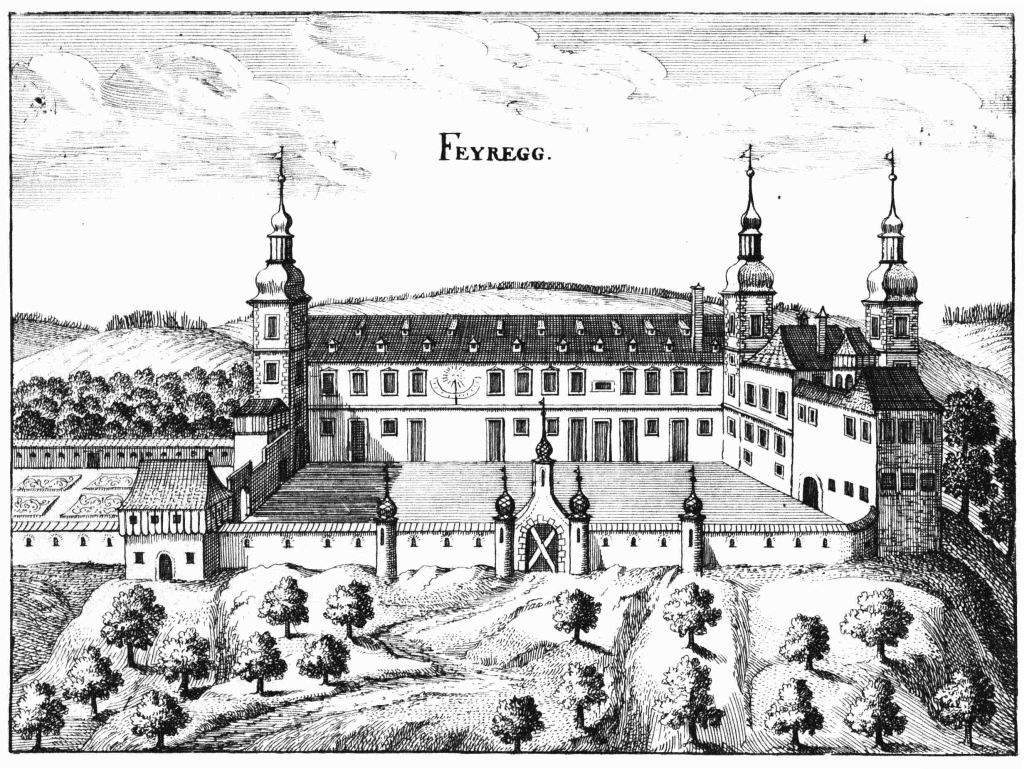
Schloss Feyregg nach einem Stich von Georg Matthäus Vischer von 1674 Topographia Austriae superioris modernae

Der Wohntrakt besteht aus dem alten Palas der Burg Feyregg und der barocken Erweiterung zwischen Palas, altem Turm und Treppenturm. Hier befinden sich die Wohnräume des Besitzers. Im Erdgeschoß sind Gästezimmer, u. a. das sogenannte Präsidentenzimmer, in dem Bundespräsident Karl Renner wohnte, wenn er in Bad Hall auf Kur war. Im Obergeschoß sind weitere Wohn- und Prunkräume mit Stuckdecken. Ein Saal ist mit einer geschnitzten Riemendecke und einem vielflammigen Bleikristallluster ausgestattet. Im Bildersaal befindet sich ein reliefgeschmückter Ofen aus der Mitte des 17. Jahrhunderts.